# 重庆特钢厂事件

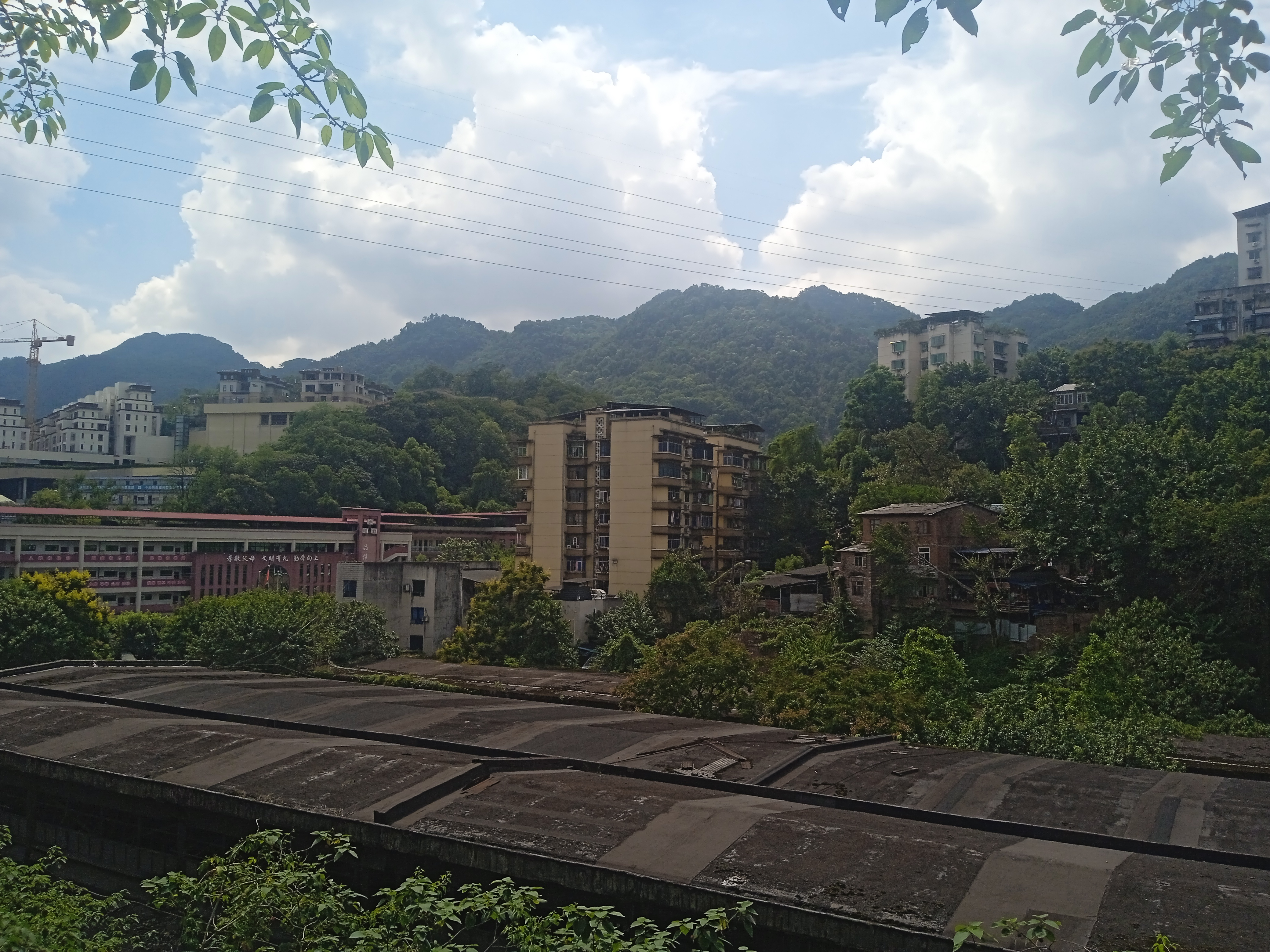
重庆特钢厂的厂房局部

重庆特钢厂事件，是2005年在中国重庆发生的一宗群体事件，最终酿成了流血惨剧。
中国重庆特钢厂是中国的大型国营企业，但因为近年来经营不善，官员腐败严重，造成巨大亏损。2005年7月4日，重庆市第一中级人民法院宣布其破产。工人被迫下岗，生活艰难。
由于上访没有回音，8月初工人开始采取各种维权行动，他们自发组织数千人，在厂房附近、212国道及重庆市政府大楼外等地静坐请愿。
10月7日，数千工人在重庆市政府附近集会，重庆政府出动数以千计的警力，抓捕工人代表，随即发生严重的冲突，许多工人被殴打，不少围观者也未能幸免，目前已经造成3人死亡（死者中包括两名妇女，一名70岁，一名50岁，另一名是7岁的儿童），许多人受伤，9名工人代表被抓。据目击者称，现场有警车被人掀翻，但有工人认为这并非工人所为。
10月11日，第五届亚太城市市长峰会在重庆举行。